# André Le Breton
André François Le Breton (* August 1708 in Paris; † 5. Oktober 1779 in Paris) war ein französischer Verleger und Hofdrucker (imprimeur ordinaire du Roy) im Zeitalter der Aufklärung. Er war neben Gottfried Sellius und John Mills einer der drei Initiatoren eines Enzyklopädieprojektes, das später unter der Leitung von Denis Diderot zur Encyclopédie wurde, die ebenfalls unter seiner Mitwirkung herauskam.

## Leben und Wirken
Sein Großvater mütterlicherseits war der Buchhändler, Drucker und Verleger Laurent d’Houry (1683–1725), der den berühmten Almanach royal herausgab, ein jährlich erscheinendes, vom König autorisierten Nachschlagewerk im Folio-Format. Sein Vater war André Le Breton, seine Mutter Elisabeth d’Houry. Ihr Bruder Charles-Maurice d’Houry (1688–1755) übernahm vom Großvater Laurent d’Houry nach dessen Tod die Druckerei.
Le Breton ergriff im April 1745 die Gelegenheit und beantragte ein Privileg, ein mehrbändiges Buch, die Encyclopédie drucken zu dürfen. Das wurde ihm am 21. Januar 1746 bewilligt. Doch zunächst wurde an einer reinen Übersetzung der 1728 erschienenen und von Ephraim Chambers edierten britischen Cyclopaedia, or Universal Dictionary of the Arts and Sciences gedacht. Dazu tat er sich mit drei weiteren Verlegern zusammen, Antoine-Claude Briasson, Michel-Antoine David, Laurent Durand. Mit der organisatorischen Leitung wurde Jean-Paul de Gua de Malves beauftragt. Im Jahre 1747 gab jener aber seine Teilnahme an diesem Projekt auf und Diderot übernahm seine Funktion. Aus dem ursprünglichen Vorhaben entstand die Encyclopédie ou Dictionnaire raisonné des sciences, des arts et des métiers.

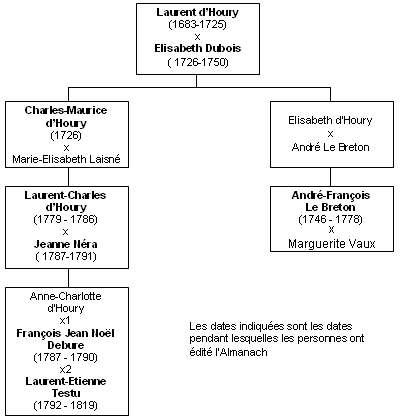
Abstammung André François Le Bretons

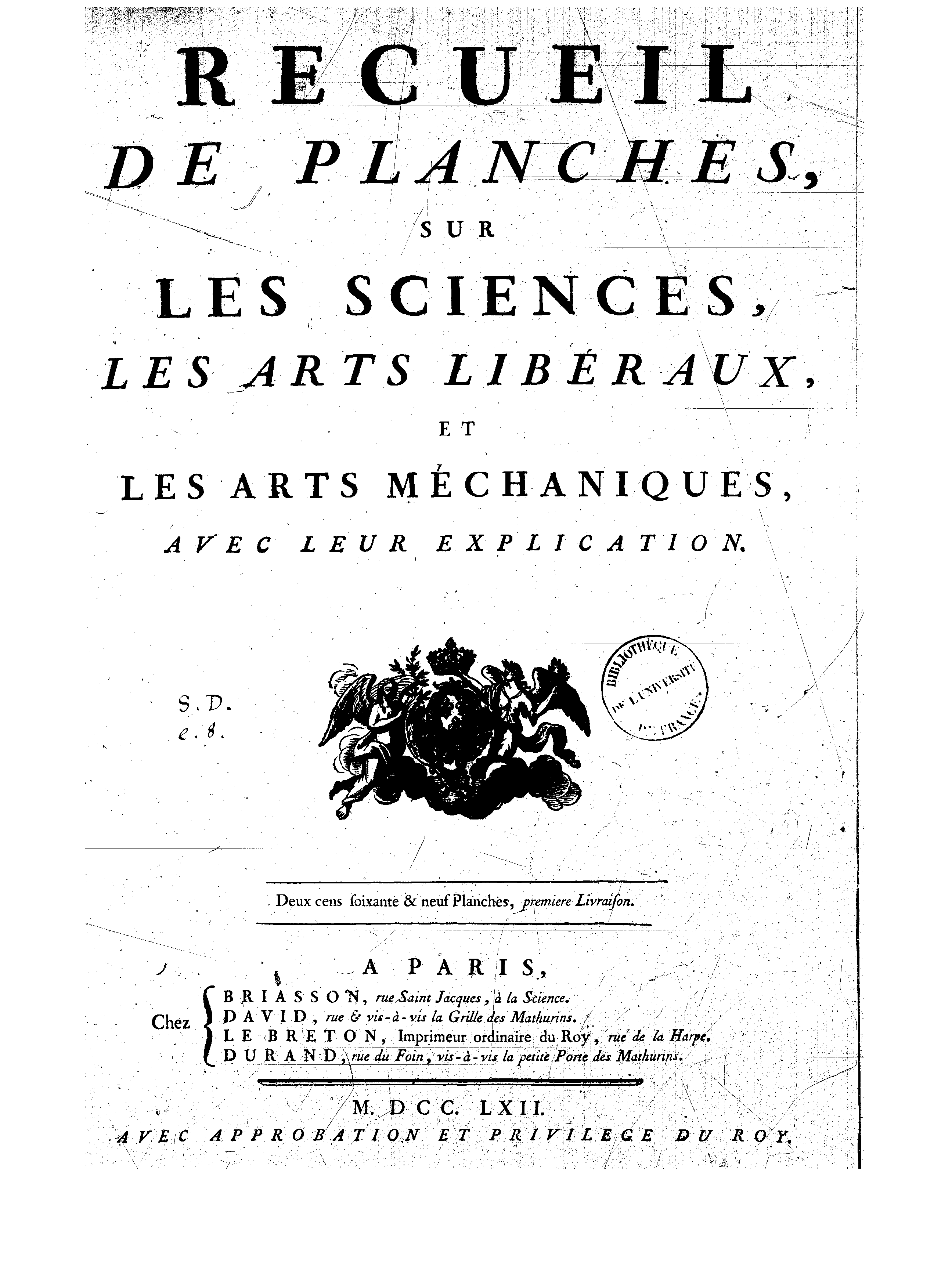
Titelseite einer Ausgabe von 1762

Auf Anregung Diderots fügte man zusätzliche Texte bei. Was zunächst ein Prestigeobjekt zum Ruhme des Königs generieren sollte, wurde ein Kassenschlager: 1754 waren bereits weit über 4000 Stück der Encyclopédie ou Dictionnaire raisonné des sciences, des arts et des métiers gedruckt statt der geplanten 1625 Exemplare. Die Mitarbeit des Philosophen Denis Diderot und des Mathematikers d’Alembert sowie von weiteren Enzyklopädisten verschoben den bei der Cyclopaedia auf die Theologie angelegten Mittelpunkt in eine aufklärerische Richtung, was bei den Lesern positiv aufgenommen wurde. Europaweit wurden die Bände – zum Teil illegal – nachgedruckt. Insgesamt beläuft sich Schätzungen zufolge die Gesamtzahl der verkauften Exemplare auf etwa 25000.
Die Originaltexte der Aufklärer wurden von Le Breton aus eigenem Ermessen und zum Ärgernis Diderots verändert, wahrscheinlich aus Angst des Verlegers, dass sie sonst die Zensur nicht passieren würden. Le Breton fand hierin Unterstützung in seinem Vertrauten contremaître Louis-Claude Brullé. Wegen dieser internen Zensur gerieten Le Breton und John Mills oft in Streit, einmal kam es sogar wegen Handgreiflichkeiten zu einer Gerichtsverhandlung mit Breton als Angeklagtem, die mit einem Freispruch endete. Le Breton und auch die übrigen Verleger waren nicht nur wenig am Wohle des Erscheinens der Encyclopédie als verlegerischem Projekt orientiert, sondern nahmen durchaus die Arbeitskraft etwa von Louis de Jaucourt, aber auch von Denis Diderot in sehr berechnender Weise, mit zum Teil inadäquater Entlohnung, in Anspruch.
Le Breton war Syndikus der Pariser Buchhändlerzunft communauté des libraires.

## Werke (Auswahl)
- ENCYCLOPÉDIE OU DICTIONNAIRE RAISONNÉ DES SCIENCES, DES ARTS ET DES MÉTIERS ENCRE à écrire (Page 5:632). Artikel von A. Le Breton in französischer Sprache geschrieben